# (7316) Hajdú
(7316) Hajdú ist ein Asteroid des Hauptgürtels, der am 30. September 1973 von den niederländischen Astronomen Cornelis Johannes van Houten und Ingrid van Houten-Groeneveld im Rahmen der Zweiten Trojanerdurchmusterung am Palomar-Observatorium (IAU-Code 675) auf dem Gipfel des  Palomar Mountain etwa 80 Kilometer nordöstlich von San Diego entdeckt wurde.
Der Himmelskörper wurde nach dem in Ungarn geborenen französischen  Bildhauer und Reliefkünstler Étienne Hajdú (1907–1996) benannt, der ein wichtiger Vertreter der Abstrakten Kunst nach dem Zweiten Weltkrieg war und im Jahre 1959 Teilnehmer der documenta 2 und 1964 auch der documenta 3 in Kassel war.